# This Is What I Do
This is What I Do — студийный альбом английского исполнителя Бой Джорджа, изданный в октябре 2013 года лейблом Cometmarket Limited.
Он получил положительные отзывы, а The Guardian назвала его «лучшим камбэком года». Это был первый сольный альбом Бой Джорджа, который вошел в UK Albums Chart с момента его дебютного альбома Sold в 1987 году.
В качестве рекламных треков были выбраны три песни с видеоклипами: «King of Everything», «My God» и «Nice and Slow».
В ноябре 2013 года для продвижения альбома Джордж отправился в тур по Великобритании при поддержке группа «The Featherz», вокалист и гитарист которой, Дэни Кокс, появился в видеоклипах «King of Everything», «My God» и неальбомном сингле «I’m Coming Home». Следующий тур состоялся в апреле 2014 года.
Дублированная версия альбома, получившая название «This Is What I Dub Volume 1», была впервые опубликована на Soundcloud в 2015 году. Она появилась в виде ограниченного компакт-диска в 2020 году, на BGP (Boy George Presents records) и на основных потоковых сервисах. В нем представлены коллаборации с такими артистами, как Шинейд О’Коннор и Джордж Клинтон.

## Список композиций
| №                   | Название             | Длительность |
| ------------------- | -------------------- | ------------ |
| 1.                  | «King of Everything» | 4:21         |
| 2.                  | «Bigger Than War»    | 3:45         |
| 3.                  | «Live Your Life»     | 4:33         |
| 4.                  | «My God»             | 4:11         |
| 5.                  | «It's Easy»          | 3:35         |
| 6.                  | «Death of Samantha»  | 5:28         |
| 7.                  | «Any Road»           | 4:54         |
| 8.                  | «My Star»            | 4:20         |
| 9.                  | «Love and Danger»    | 3:28         |
| 10.                 | «Nice and Slow»      | 4:08         |
| 11.                 | «Play Me»            | 6:28         |
| 12.                 | «Feel the Vibration» | 5:13         |
| Общая длительность: | Общая длительность:  | 49:27        |

## Чарты
| Чарты (2014)                             | Пиковая позиция |
| ---------------------------------------- | --------------- |
| Австрийские альбомы ( Ö3 Austria )       | 61              |
| Бельгийские альбомы ( Ultratop Flanders) | 120             |
| Бельгийские альбомы ( Ultratop Wallonia) | 71              |
| Датские альбомы ( Hitlisten )            | 37              |
| Французские альбомы ( SNEP )             | 58              |
| Немецкие альбомы ( Offizielle Top 100 )  | 56              |
| UK Albums Chart ( OCC )                  | 33              |